# Mowgli
Mowgli è un personaggio letterario che appare per la prima volta nella novella Nel rukh, dello scrittore britannico Rudyard Kipling. È protagonista anche de Il libro della giungla e Il secondo libro della giungla, in cui viene narrata la storia della sua gioventù.
Certi critici considerano la figura di Mowgli una personificazione dell'uomo comune, le cui sfumature della personalità sono mutuate attraverso i diversi animali con i quali interagisce, mentre altri notano come la riluttanza del ragazzo ad abbandonare la giungla e ritornare ai suoi simili rifletta le esperienze dell'autore nel lasciare l'India a favore della madrepatria britannica.
Il personaggio sarebbe stato una fonte d'ispirazione per Edgar Rice Burroughs nel concepire il soggetto di Tarzan, le cui avventure furono, però, largamente criticate da Kipling.

## Storia
Reso orfano dalla tigre Shere Khan, Mowgli viene adottato dai lupi del Popolo libero e istruito secondo le usanze della giungla del Seeonee dai suoi tre amici più cari: la pantera Bagheera, l'orso Baloo e il pitone Kaa. Durante la sua permanenza nella giungla si scontra con numerosi avversari, inclusi Shere Kahn, le anarchiche scimmie del Bandar-log, il cacciatore Buldeo, il centenario Cobra bianco e i sanguinari dhole. Un tema ricorrente nei libri è l'inevitabilità del suo ritorno al mondo civilizzato.

### Nel rukh
Ambientata durante l'epoca dell'Impero anglo-indiano, la novella inizia con l'incontro tra Gisborne, una guardia forestale che sta dando la caccia a una tigre mangia uomini, e un ragazzo chiamato Mowgli, che vive nella giungla assieme a un branco di lupi. Mowgli aiuta Gisborne a rintracciare la tigre e a ucciderla. Stupefatto dai talenti di Mowgli nel cacciare e sopravvivere in un ambiente così impervio, Gisborne gli chiede di unirsi al servizio forestale, ma Mowgli rifiuta.
Un giorno Mowgli, con l'aiuto di quattro lupi, cattura Abdul Gafur, il maggiordomo musulmano di Gisborne, mentre sta cercando di fuggire con i soldi del suo padrone. Mueller, il capo del Dipartimento dei boschi e delle foreste, esaminando le cicatrici sulle ginocchia e sui gomiti di Mowgli, comprende che il ragazzo era solito camminare carponi per imitare l'andatura dei lupi del suo branco. Muller gli offre di tornare al villaggio e lavorare come forestale, e questa volta Mowgli accetta, e poco dopo sposa la figlia di Abdul Gafur e ha un figlio. Alla fine del racconto, però, Mowgli torna a vivere nella giungla con i suoi quattro fratelli lupi.

### Il libro della giungla

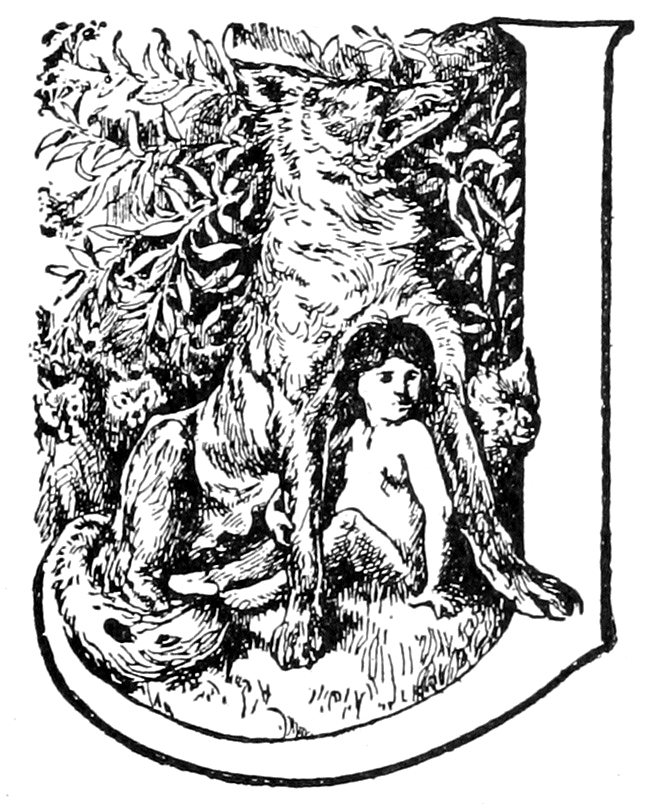
Mowgli da bambino con Raksha, illustrazione di J. L. Kipling, 1895

Nella novella Fratelli di Mowgli, ambientato anni prima de Nel rukh, il protagonista viene trovato da bambino dalla tigre Shere Khan presso il territorio del Popolo libero nella giungla del Seeonee. I genitori di Mowgli fuggono, mentre il bambino, completamente nudo, trova rifugio nella tana di Raksha, Babbo Lupo e i loro quattro cuccioli. Mowgli sorprende i lupi non mostrando alcun timore verso di loro, spingendosi tra i cuccioli per allattarsi. Shere Khan si presenta ed esige che i lupi lo consegnino a lui, ma Raksha rifiuta, profetizzando che sarà proprio Mowgli a uccidere la tigre in futuro. Quando Mowgli viene presentato al Consiglio del Branco, Shere Khan reclama il suo diritto di riavere la sua preda, ma il bambino viene salvato quando l'orso Baloo parla in suo favore e la pantera Bagheera riscatta la sua vita con un toro appena ucciso.
Nel corso di un decennio Mowgli si integra nella giungla, crescendo con una forza quasi sovrumana, imparando come sopravvivere grazie agli insegnamenti di Baloo e di Bagheera. Sebbene sia curioso degli umani non si fida di loro, dopo aver rischiato di cadere in una delle loro trappole. Si dimostra utile ai lupi estraendo le spine dalle loro zampe, ma scopre che, essendo umano, gli altri animali non possono ritornargli lo sguardo. Nel frattempo, l'autorità di Akela, il capobranco, viene minata da Shere Khan e il suo scagnozzo Tabaqui, che incitano i lupi più giovani contro di lui. Bagheera avverte Mowgli del pericolo e suggerisce di affrontare Shere Khan alla Rocca del Consiglio con il fiore rosso, ovvero, il fuoco, verso cui tutti gli animali provano terrore. Mowgli ruba un vaso di fuoco da un villaggio circostante e si scontra con Shere Khan e i suoi accoliti, bruciando la faccia della tigre e sciogliendo il branco per il suo tradimento. Mowgli viene sopraffatto dall'emozione e comincia a piangere per la prima volta in vita sua. Bagheera gli spiega la natura delle lacrime e consiglia a Mowgli di tornare ai suoi simili.

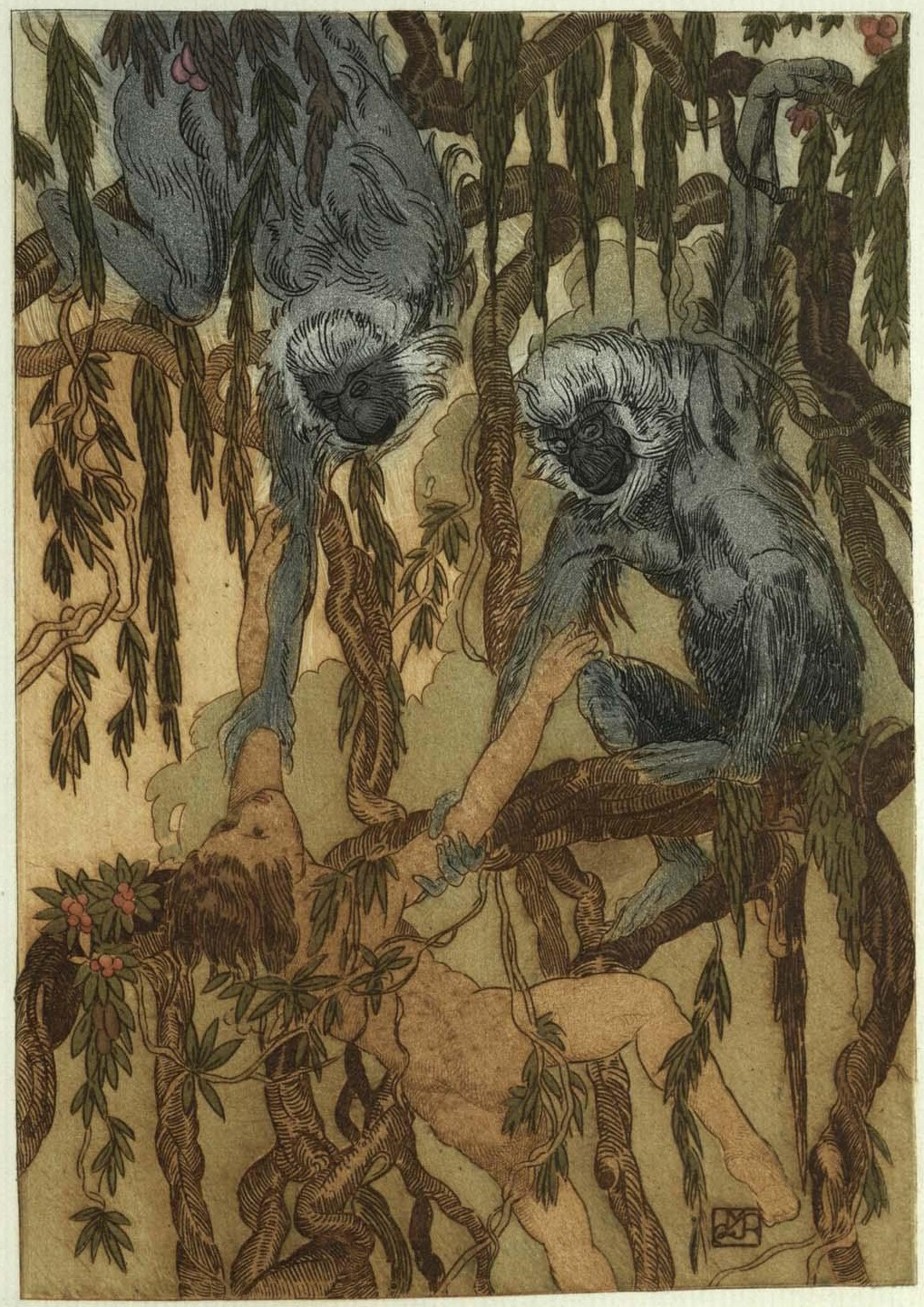
Mowgli rapito dal Bandar-log, illustrazione di Maurice de Becque, 1924

Ne La caccia di Kaa, ambientato qualche anno prima dello scioglimento del branco, Mowgli impara la Legge della Giungla e le parole maestre da Baloo, ma la severità dell'orso lo spinge a interagire col Bandar-log, il popolo delle scimmie, che promettono di eleggerlo loro capo. Una volta rivelato questo a Baloo e Bagheera, i due lo rimproverano, spiegando che il Bandar-log non ha un capo, e che il loro modo di vivere è l'antitesi di tutto ciò che Mowgli ha imparato. Mowgli viene successivamente rapito dalle scimmie, che lo trasportano alle Tane Fredde (in realtà la Forte Chittor). Durante il viaggio, Mowgli s'imbatte nel nibbio Chil, dicendogli di avvertire Baloo e Bagheera. Mentre aspetta i suoi amici, Mowgli tenta di insegnare alle scimmie come costruire le capanne, ma le scimmie presto perdono interesse e lo annoiano con discorsi su quanto siano superiori agli altri animali della giungla. Quando infine Baloo e Bagheera arrivano insieme a Kaa, le scimmie buttano Mowgli in una fossa piena di cobra, che riesce a pacificare col Richiamo del Serpente. Una volta soggiogate le scimmie Mowgli viene liberato da Kaa, che comincia poi, tramite la sua ipnotica Danza della Fame, a incitare le scimmie a dirigersi verso di lui. Baloo e Bagheera vengono quasi sedotti, ma Mowgli ne rimane immune, essendo umano. Durante il viaggio a casa, Mowgli subisce la punizione corporale da parte di Bagheera per castigarlo per la sua associazione con le scimmie.

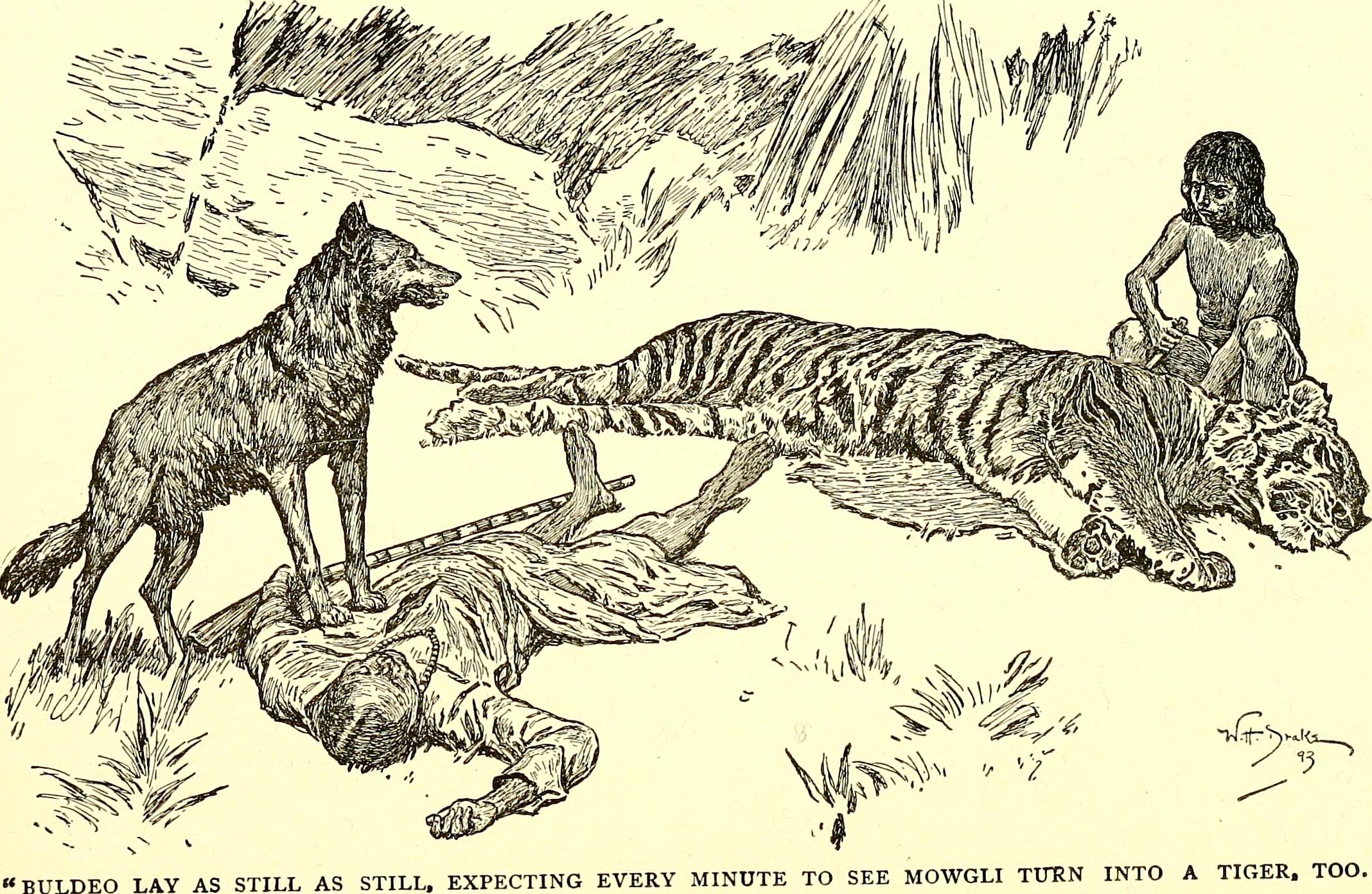
Mowgli scuoia Shere Khan mentre Akela trattiene Buldeo, illustrazione di J. L. Kipling, 1894

Nella novella La tigre! La tigre!, ambientato dopo la partenza di Mowgli dal territorio del Popolo libero, il protagonista viaggia circa 20 miglia, pari a 32 km, fino a un villaggio dove viene accolto da Messua, una donna che lo scambia per suo figlio Nathoo, ucciso da una tigre anni prima. Mowgli ha difficoltà nell'integrarsi nel villaggio tra le persone, non parlando la lingua, non comprendendo nulla del denaro e disdegnando dormire persino in una capanna. Viene visitato da Fratel Bigio, il primogenito di Raksha e Babbo Lupo, che gli rivela che Shere Khan è nella zona, e che intende vendicarsi. Nel corso di tre mesi, in cui Fratel Bigio tiene d'occhio Shere Khan, Mowgli inizia a spazientire i paesani, insultando il cacciatore Buldeo per le sue menzogne e suscitando il disprezzo del brahmino del villaggio dopo aver aiutato un intoccabile. Per toglierlo di mezzo, i paesani lo fanno lavorare come mandriano dei bufali. Quando Shere Khan viene avvistato mentre sta riposando in una gola, Mowgli, Fratel Bigio e Akela dividono la mandria e la fanno correre impazzita entro il burrone da tutte e due i lati, intrappolando la tigre e uccidendola sotto i loro zoccoli. Mentre Mowgli scuoia la carcassa, viene minacciato da Buldeo, che intende prendersi il merito per l'uccisione, ma viene fermato da Akela. I paesani infine cacciano Mowgli dal villaggio, dopo che Buldeo sparge la voce che Mowgli sia uno stregone. Mowgli decide di non vendicarsi, data la gentilezza con cui fu trattato da Messua, ritornando alle terre del Popolo libero presentando la pelle sanguinante di Shere Khan a Raksha, dimostrando l'avveramento della profezia che lei fece un decennio fa. Mowgli pone la pelle sulla Rocca del Consiglio e giura di vivere d'ora in poi da solo, essendo stato cacciato sia dagli umani sia dai lupi.

### Il secondo libro della giungla

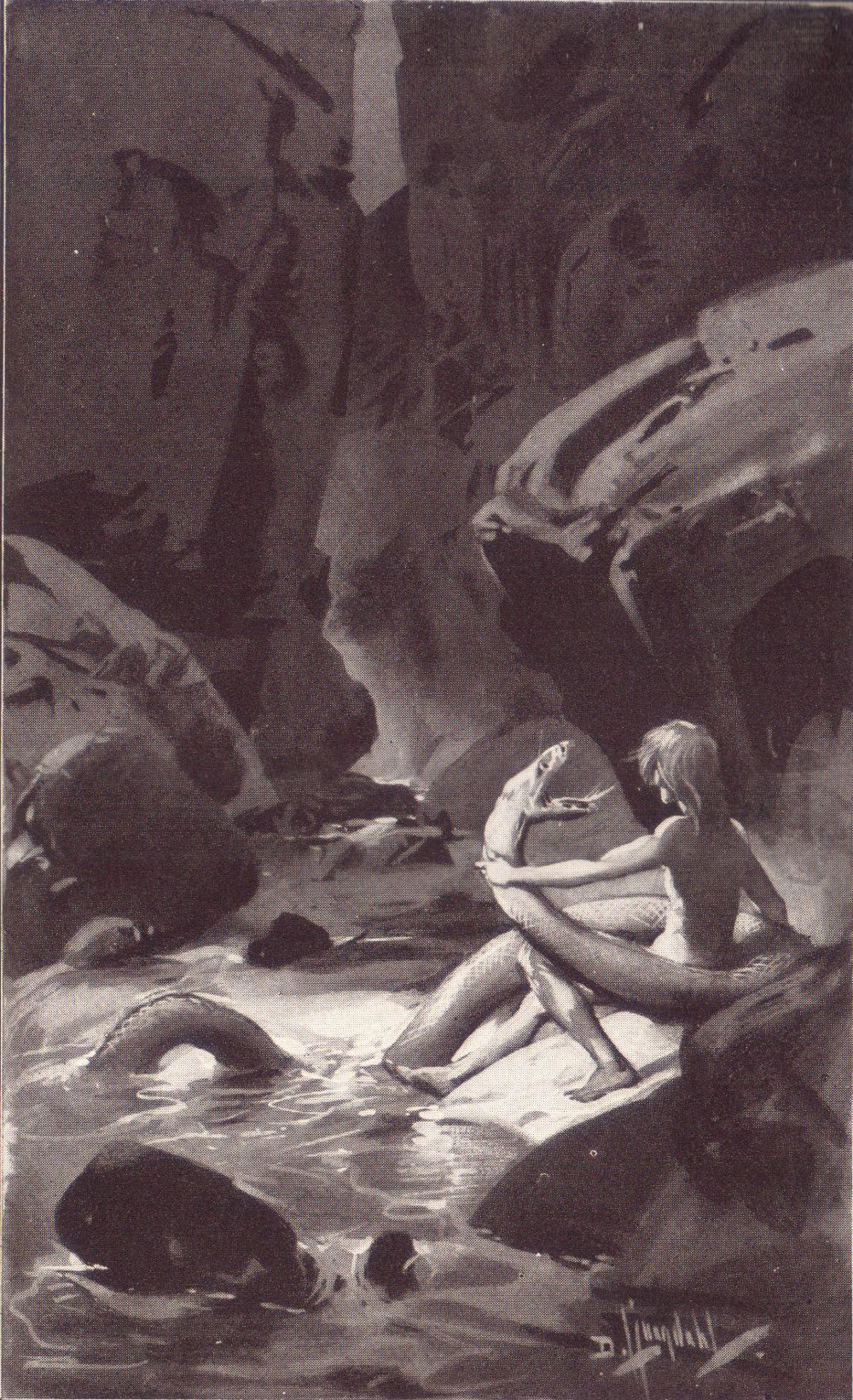
Mowgli formula il piano di battaglia contro i dhole con Kaa, illustrazione di David Ljungdahl, 1915

Nella novella L'invasione della giungla, Mowgli viene informato da Akela che Buldeo si trova nel territorio del Popolo Libero e che è sulle loro tracce. Mowgli origlia il cacciatore, scoprendo che intende ucciderlo per poi presentare il suo corpo agli abitanti del villaggio dal quale fu scacciato. Infine, Buldeo rivela che i paesani intendono mettere al rogo Messua e suo marito, per poi spartire le loro proprietà. Mowgli ordina ad Akela, Bagheera e i suoi quattro fratelli lupi di distrarre il cacciatore mentre lui va a liberare i suoi benefattori. Una volta salvati Messua e suo marito, che intendono rifugiarsi nella città di Khanhiwara, Mowgli li manda nella giungla sotto la protezione di Raksha. Successivamente, Mowgli convoca l'elefante Hathi e i suoi figli, chiedendogli di punire i paesani per la loro brutalità. Nell'arco di poche settimane, gli elefanti, insieme ad altri animali erbivori, divorano tutti i raccolti del villaggio distruggendo le capanne, così compiendo la vendetta di Mowgli.
Ne L'ankus del re, Mowgli viene convinto da Kaa a ritornare alle Tane Fredde per incontrare un cobra bianco che pretende di possedere selvaggina per la quale qualsiasi uomo ucciderebbe. Una volta giunti là, i due scoprono che la selvaggina è in realtà il tesoro della defunta dinastia Guhila, e che il cobra ha intenzione di uccidere Mowgli. I due hanno la meglio sul cobra, ma Mowgli lo risparmia, notando che il suo veleno è rinsecchito. Non avendo alcun utilizzo per il tesoro, il cucciolo di uomo si limita a impossessarsi d'un ankus  con pietre preziose incastonate, non badando dell'avvertimento del cobra secondo cui l'oggetto è maledetto portando alla morte chi lo possiede. Mowgli mostra l'ankus a Bagheera, che conferma l'avvertimento del cobra. Trovando l'oggetto troppo pesante, Mowgli lo getta, venendo successivamente rubato da un viandante, che Mowgli e Bagheera trovano ucciso da un cacciatore di una minoranza indiana, chiamata gond. I due successivamente trovano il corpo del gond, assassinato da quattro paesani, anch'essi morti dopo una lite fra di loro. Comprendendo ormai le parole del cobra, Mowgli restituisce l'ankus alle Tane Fredde.
Nella novella Cane rosso, un branco di dhole si reca verso il Seeonee mentre Mowgli convince il Popolo Libero, ora sotto la guida di Phao, a porre resistenza. Organizza un piano per sconfiggere i dhole grazie all'aiuto di Kaa, pensando astutamente a come sfruttare, sia il torrente Waingunga sia i dhole dovranno attraversare, che le api nere selvatiche che si annidano nelle pareti della gorgia, attraverso quale scorre il fiume. Mowgli rintraccia i dhole e li provoca paragonandoli con topi saltatori e facendo cenni ai loro piedi pelosi. Rifugiandosi su un albero, Mowgli afferra il capobranco tagliandogli la coda, per poi scendere e condurre i dhole verso la gorgia. Protetto da una collana di aglio selvatico che allontana le api, Mowgli si butta nel fiume inseguito dal branco di dhole, che ben presto viene ridotto a metà a causa delle punture delle api e dalle acque torrenziali. I superstiti, esausti e appesantiti dalle pellicce ormai fradicie, una volta raggiunte le secche vengono attaccati dai lupi. Dopo la vittoria del popolo libero, Akela, ormai alla fine della sua vita, usa i suoi ultimi respiri per convincere Mowgli a tornare dai suoi simili:
Nella novella La corsa della primavera, l'inizio di una nuova primavera risveglia e anima tutti gli animali della giungla. Mowgli è però molto turbato per motivi che non riesce a comprendere buttandosi freneticamente tra gli alberi e le pianure per allontanare la tristezza, fino ad arrivare al villaggio degli uomini, dove incontra Messua. Una volta ritornato nella giungla con Fratel Bigio, Mowgli comprende che il suo posto è tra gli uomini e con grande commozione saluta per sempre i suoi vecchi amici Bagheera, Kaa e Baloo.

## Nome
Il nome Mowgli, che secondo il personaggio Raksha significherebbe ranocchietto, fu inventato da Rudyard Kipling. Secondo l'autore, il "Mow" di Mowgli dovrebbe fare rima con "cow", così viene spiegato anche dal fondatore dello scautismo Baden-Powell nel suo Manuale dei lupetti (pron. Maug-li); ciononostante, nei film e nelle versioni televisive è quasi sempre pronunciato come rima di "go". Solamente il film d'animazione russo Маугли, traslitterato Maugli, del 1967 rende giustizia al pensiero dell'autore. Nelle altre lingue, il nome "Mowgli" si scrive in questo modo:
- "Маугли" in russo
- "毛吉利" in cinese
- "モーグリ" in giapponese
- "모크리" in coreano
- "Μόγλης" in greco
- "Mogli" in tedesco

## Altri media

### Libri apocrifi
- The Third Jungle Book di Pamela Jekel (1992)
- Hunting Mowgli di Maxim Antinori (2001)

### Cinema

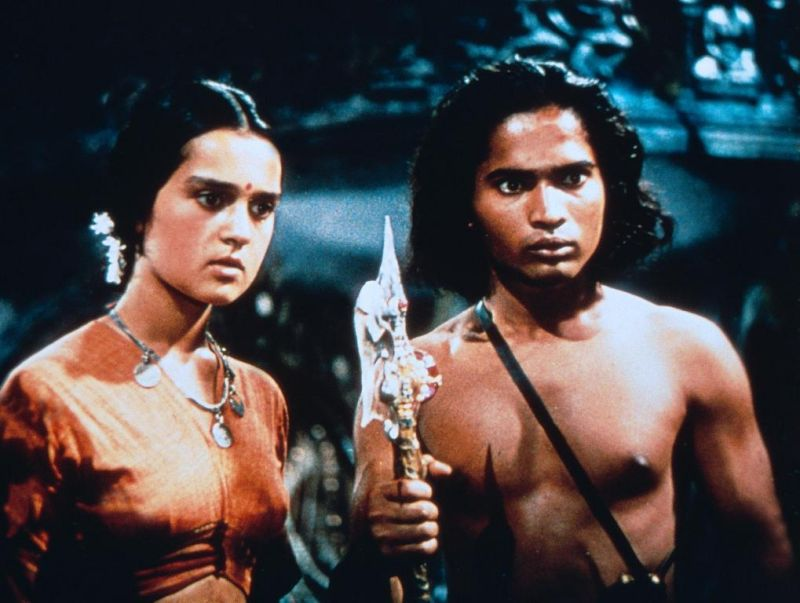
Mowgli (a destra) interpretato da Sabu nella trasposizione cinematografica del 1942

- Nel film Il libro della giungla (Jungle Book) del 1942, Mowgli è interpretato dall'attore indiano Sabu e doppiato in Italia da Massimiliano Manfredi.
- Nel film Mowgli - Il libro della giungla (The Jungle Book) del 1994, Mowgli è interpretato dall'attore statunitense Jason Scott Lee e doppiato in Italia da Fabio Boccanera (il Mowgli bambino invece rispettivamente da Sean Naegeli e Davide Perino). Lee disse in un'intervista che, durante le riprese, ricevette diverse zampate sul petto e alla testa da uno degli orsi che interpretava Baloo.[9]
- Nel film The Second Jungle Book: Mowgli & Baloo del 1997, Mowgli è interpretato da Jamie Williams.
- Nel film Mowgli e il libro della giungla (The Jungle Book: Mowgli's Story) del 1998, Mowgli è interpretato da Brandon Baker e doppiato in Italia da Fabrizio De Flaviis (il Mowgli bambino invece è interpretato da Ryan Taylor).
- Nel film Jungle Book: Lost Treasure del 1998, Mowgli è interpretato da Antonio Baker.
- Nel film Il libro della giungla del 2016, Mowgli è interpretato dall'attore statunitense Neel Sethi e doppiato in italiano da Luca Tesei.
- Nel film Mowgli - Il figlio della giungla del 2018, Mowgli è interpretato da Rohan Chand. Il New York Times, tenendo conto che Chand aveva solo 11 anni durante le riprese, caratterizzò la sua rappresentazione come "inquietamente credibile." Contrariamente alla sua controparte letteraria, questo Mowgli decide di abbandonare il villaggio dell'uomo solo dopo aver constatato la brutalità umana verso gli animali.[10]

### Cartoni animati

#### Versione Disney

Il piccolo Mowgli nell'omonimo classico Disney

Mowgli, noto anche come il "cucciolo d'uomo", è il protagonista del film d'animazione del 1967 Il libro della giungla, raffigurato come un preadolescente indiano incredibilmente coraggioso, avventuroso, testardo e assertivo con pelle scura, occhi castani, capelli neri disordinati e seminudo, che indossa solo un langot di cotone rosso. A inizio film, Bagheera lo ha trovato in una canoa malconcia e senza altri superstiti. Apparentemente orfano, fin dall'infanzia è stato cresciuto da un branco di lupi nella giungla dell'India. Quando la tigre Shere Khan lo cerca per ucciderlo, Mowgli è costretto a lasciare il suo branco per vivere con gli umani e Bagheera decide di portarlo in un vicino villaggio di uomini per la sua protezione. Rifiutandosi di andare al villaggio degli uomini, cerca invece un posto migliore nella giungla, preferibilmente con l'orso amante del divertimento Baloo. Per questa versione, Walt Disney ricercava per il ruolo di Mowgli un doppiatore che potesse trasmettere un senso d'innocenza al personaggio, dal momento che molti dei suoi dialoghi correvano il rischio di rappresentarlo come un cocciuto adolescente. Per il ruolo fu scelto inizialmente David Alan Bailey, ma, a causa del lungo tempo necessario per produrre il film, il ragazzo raggiunse la pubertà durante le registrazioni cambiando il timbro di voce. In seguito venne quindi scelto per il doppiaggio definitivo Bruce Reitherman, figlio del regista Wolfgang Reitherman. In certe scene le animazioni del personaggio furono basate direttamente sui movimenti di Reitherman tramite la tecnica di animazione basata sul rotoscopio. Nell'edizione italiana la voce parlata è fornita da Loris Loddi, mentre quella cantata è da Luigi Palma.
Di seguito sono riportati i doppiatori di Mowgli (versione Disney) nelle apparizioni successive:
- Doppiatori in inglese: Haley Joel Osment (Il libro della giungla 2)
- Doppiatori in italiano: Gabriele Patriarca (Il libro della giungla 2)

#### Altre versioni
- Mowgli appare anche nel lungometraggio russo Маугли del 1967.
- Nella serie animata Il libro della giungla (Jungle Book Shōnen Mowgli) del 1989, Mowgli è doppiato dalla doppiatrice giapponese Urara Takano, mentre nella versione in italiano venne doppiato da Paolo Torrisi.

### Televisione
- Nella serie televisiva Jungleboek del 1992, Mowgli è interpretato da Bert Cosemans.
- Nella serie televisiva Mowgli, il libro della giungla (Mowgli: The New Adventures of the Jungle Book) del 1998, Mowgli è interpretato da Sean Price-McConnell e doppiato in Italia da Alessio Puccio.

### Fumetti
- Mowgli appare nella serie a fumetti Fables edita dalla Vertigo, nei numeri 39, 48 e 49.

### Radio
- Nell'adattamento radiofonico dei suoi racconti andato in onda sulla BBC nel 1994, Mowgli è interpretato da Nisha K. Nayar.